# 朱奇淐
交城荣惠王朱奇淐（1459年—1501年12月17日），明朝交城庄僖王朱锺鐻的嫡次子，母亲是王妃张氏；晋恭王朱㭎玄孙，明太祖五世孙。明朝第三代交城王。

## 生平
成化五年（1469年）封辅国将军。成化十七年（1481年）封鎮國將軍。
弘治十年（1497年），其父朱锺鐻去世。弘治十一年（1498年）十二月，明孝宗御奉天殿传诏，遣懷桑伯施瓚、成安伯郭寧、武平伯陳勛、彰武伯楊質、崇信伯費柱、宣城伯衛璋、長寧伯周彧、建平伯高霳持節充正使，翰林院侍講張芮、尚寶司司丞崔璿、鴻臚寺右少卿楊瑢、吏科給事中吳舜、禮科給事中馬子聰、兵科給事中張弘至、中書舍人韓璉、戶部員外郎胡經充副使，冊封朱奇淐為交城王，夫人方氏為交城王妃。
弘治十四年（1501年）十一月，去世。孝宗闻讯，輟朝一日，按制度賜祭葬，谥榮惠。
朱奇淐没有儿子，庶三弟镇国将军朱奇滽不久也去世，朱奇滽的嫡次子辅国将军朱表杋管交城王府事。

## 影响
正德三年（1508年）六月，因礼部认为朱表杋应该袭封，明武宗下诏准许。
应山王朱恩镏死后无子，弟镇国将军朱恩銈嫡长子朱宠波请求袭爵；临潼王朱秉欆进封秦王，请求将临潼王传给庶出伯父朱诚润。正德四年（1509年）十二月，礼部称保安、交城、永兴三国以旁支续封是特恩，只允许朱宠波、朱诚润以辅国将军、镇国将军本职奉祀，以后郡王绝嗣皆如此。
正德五年（1510年）四月，朱表杋受册袭封為交城王。朱表杋死后无子。輔國將軍朱奇澶伙同朱奇淐继妃之兄安惟雄图谋袭封不果。最后，由朱表杋的堂弟辅国将军朱表𣐬袭封交城王。朱奇淐身后的这两次继承都是旁支袭封郡王，按明朝的制度，属于“冒封”。隆庆三年（1569年）七月，朱表𣐬自首冒封，获准终身保留郡王爵禄，但子孙不得承袭。朱表𣐬死后，国除，其子朱知鱬以奉国将军管交城王府事。

## 评价
- 《弇山堂别集》卷074：寵祿光大，柔質慈民。